# Dinozé
Dinozé is een Franse gemeente in het departement Vosges in de regio Grand Est en maakt deel uit van het arrondissement Épinal. De gemeente telde 652 inwoners op 1 januari 2022.

## Geografie
De oppervlakte van Dinozé bedraagt 2,89 vierkante kilometer; Op 1 januari 2022 was de bevolkingsdichtheid 225,6 inwoners per km².
De onderstaande kaart toont de ligging van Dinozé met de belangrijkste infrastructuur en aangrenzende gemeenten.

## Begraafplaats
Op het grondgebied van de gemeente bevindt zich het Épinal American Cemetery and Memorial.

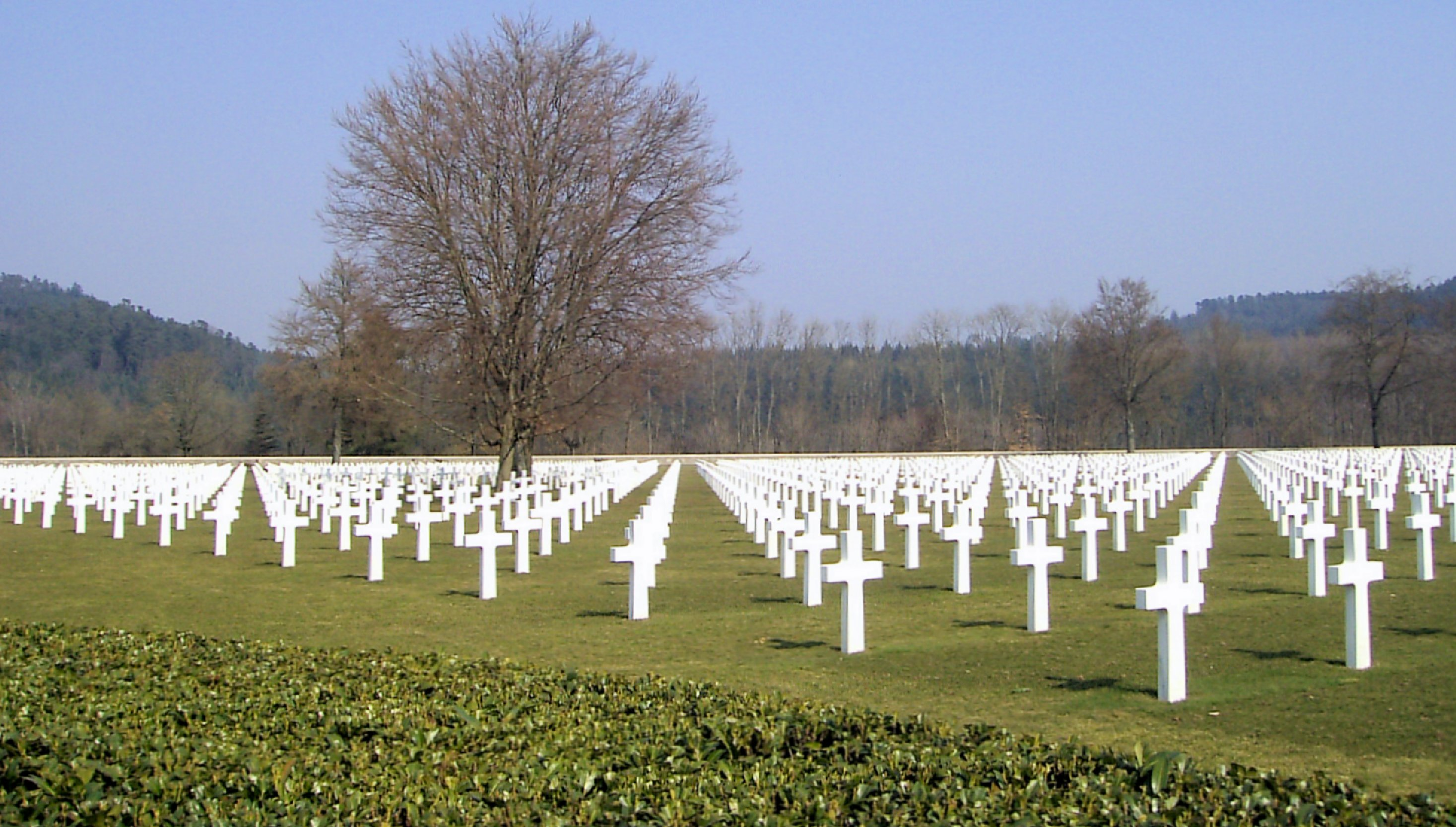
Épinal American Cemetery and Memorial

## Demografie
Onderstaande figuur toont het verloop van het inwonertal.